# オールド・ファッションド
オールド・ファッションド（英: Old Fashioned）は、バーボン・ウイスキーまたはライ・ウイスキーを用いたカクテルの名。

## 由来
アメリカで作られたとされるカクテル。ウィンストン・チャーチルの母が作ったという説と、1800年代にケンタッキーダービーが行われるチャーチルダウンズ競馬場のバーテンダーが作ったという説がある。
このカクテルやミント・ジュレップを作るときに使うオールド・ファッションド・グラスは、毎年ケンタッキーダービーが行われる際に観客に配られ、それを集めているコレクターがいる。

## レシピの例
国際バーテンダー協会によるレシピを以下に挙げる。
材料
- バーボン・ウイスキーまたはライ・ウイスキー - 45ml
- 角砂糖 - 1個
- アンゴスチュラ・ビターズ - 数dashes
- 水 - 数dashes

作り方
1. オールド・ファッションド・グラスに角砂糖を入れ、アンゴスチュラ・ビターズを浸み込ませる。
2. グラスに水を加え、角砂糖が溶けるまで混ぜる。
3. グラスを角氷で満たし、ウイスキーを注いで静かに混ぜる。
4. スライスオレンジかゼストを飾る。マラスキーノチェリーを飾る。

## バリエーション
スコッチ・オールド・ファッションド
ウイスキーをスコッチ・ウイスキーにかえる。
ラム・オールド・ファッションド
ウイスキーをラム酒にかえる。

## 逸話
- 伝説の相場師として知られる投機家、ジェシー・リバモアが生前、好んで飲んでいた[要出典]。
- 1935年公開のミュージカル映画『カジノ・ド・巴里（英語版）』では主演のアル・ジョルソンが「素晴らしい古風なコクテール（An Old Fashioned Cocktail with an Old Fashioned Girl」という劇中歌を歌っている[6]。